# 1928年ドイツ国会選挙
1928年5月20日のドイツ国会選挙（独：Reichstagswahl vom 20. Mai 1928）は、1928年5月20日に行われたドイツの国会（Reichstag、ライヒスターク）の選挙である。ヴィルヘルム・マルクス内閣を支持するブルジョワ諸政党が敗北して野党のドイツ社会民主党(SPD)が勝利したため、社民党首班政権のヘルマン・ミュラー内閣が成立することになった。

## 解散までの経緯
1928年2月に中央党・ドイツ国家人民党(DNVP)・ドイツ人民党(DVP)・バイエルン人民党(BVP)という保守から中道のブルジョワ諸政党の支持を受けていた第4次ヴィルヘルム・マルクス内閣はバーデンの学校の宗教教育問題をめぐって分裂し、事実上政権が崩壊した。
3月14日にはヴィルヘルム・グレーナー国防相の主導で「装甲巡洋艦A」(艦砲や航行距離は戦艦レベルだったが、ヴェルサイユ条約の建前からこの名前にしていた。ポケット戦艦とも呼ばれた)の建造案が国会に提出された。この案はドイツ社会民主党(SPD)とドイツ共産党(KPD)と民主党の反対があったものの国会を通過した。しかし各州の代表からなる参議院では、社民党が政権についているプロイセン州の発言力が大きかったために否決された。
結局、1927年補正予算案を処理したのちの1928年3月31日には国会解散となり、装甲巡洋艦A建造費の問題については選挙後の9月に延期された。

## 選挙戦
ドイツ社会民主党(SPD)は装甲巡洋艦A建造費を批判する立場から「装甲巡洋艦より児童給食を！」をスローガンにして選挙戦を戦った。党の指導者の中にはこのスローガンの危険性を感じる者も少なくなかったが、一度始まったキャンペーンを止めることはできなかった。
国家社会主義ドイツ労働者党(NSDAP,ナチ党)にとっては党が非合法化されていた時期の偽装政党国家社会主義自由運動(NSFB)から党を引き継いで再建された後に初めて出馬した選挙だった。同党のベルリン大管区指導者ヨーゼフ・ゲッベルスも立候補し、『デア・アングリフ』紙上において「我々が国会に入るのは、民主主義の兵器庫の中でその固有の武器を我らの物とするためである。我々はヴァイマル民主主義を、彼ら自身の支援によって麻痺させるために国会議員になるのである」という抱負を掲載している。
国家人民党やナチ党、ドイツ中産階級帝国党("WP")など保守・右派陣営は、グスタフ・シュトレーゼマン外相の「和解外交」を批判する選挙戦に終始した。

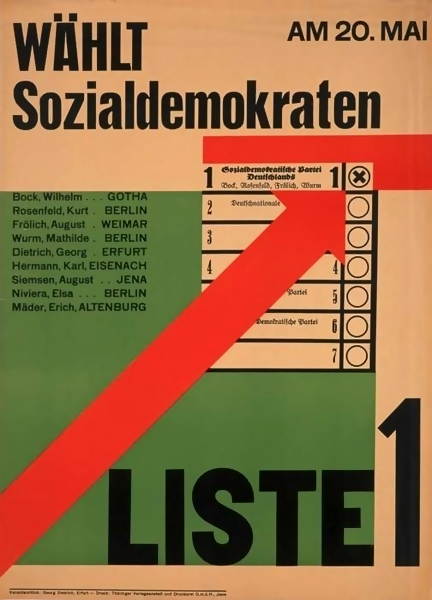
社民党の選挙ポスター

## 選挙結果
5月20日の投開票の結果、マルクスを支持する与党が軒並み支持率を落とす中、野党の社民党が躍進した。当時ドイツは好景気であったため、ヴァイマル共和政が肯定的な評価を受け、ヴァイマル共和政を作った社民党が再評価を受けたと言われる。
一方、保守・右翼陣営は惨敗した。国家人民党は三分の一近くの議席を失って73議席に落ちた。これは支持層が中産階級帝国党やキリスト教国家農民及び農村住民党などに移行したことなどが原因だった。これがきっかけとなり、国家人民党内ではこれまでの親政府路線に疑義が呈されるようになり、1928年秋には対政府強硬派のアルフレート・フーゲンベルクが党首となったため、同党は再度保守野党の立場へと戻ることとなった。
ナチ党も国家社会主義自由運動時代より議席を減らして12議席にとどまった。好景気のもとでは極右には需要はなかった。ナチ党の躍進は、世界大恐慌を経た後のこの次の選挙から始まる。

## 選挙後
この選挙結果を受けて久しぶりの社民党首班政権である第2次ヘルマン・ミュラー内閣が成立した。ミュラー内閣は社民党・中央党・民主党・人民党・バイエルン人民党による安定した連立政権となり、ヴァイマル共和政下の内閣では最長を記録した。ミュラーはグレーナー国防相の説得を受け入れ、選挙戦での社民党の「装甲巡洋艦より児童給食を！」スローガンを反故にする形で装甲巡洋艦Aの建造を承認した。これに対して社民党は「装甲巡洋艦A」の建造中止とその予算を児童給食へ回す動議を提出し、ミュラー首相はじめ閣僚党員にも党議拘束を課した。そのためミュラーは首相として「装甲巡洋艦A」建造計画を閣議決定しつつ、議員としてそれに反対する動議に賛成票を投じることになった。この反対動議は社民党と共産党以外の賛成を得られず否決されたものの、自党の首相にこのような茶番劇を演じさせたことは社民党の威信を著しく低下させることとなった。
さらに1929年10月24日のニューヨーク・ウォール街の暴落に端を発する世界大恐慌で失業者が増大する中、政府内では失業保険の掛け金を増額すべきか、増税すべきかをめぐって、労使を代表する社民党と人民党が激しく対立した。社民党と労働総同盟が掛け金増額を断固拒否する中、ミュラー内閣は調整不可能となり、1930年3月27日をもって総辞職した。ミュラー辞職後には議会に基づかずにヒンデンブルクが独断で首相を選び、大統領緊急令をもって政治を行う「大統領内閣」へ移行した。そのためミュラー内閣の終焉を以ってヴァイマル共和政の議会制民主主義は機能不全に陥ったと評価されている。

## 各党の得票と獲得議席
- 選挙制度は比例代表制。選挙権は20歳以上の男女。
- 投票率は75.60%（前回選挙より3.16%減少）

各選挙区の最多得票政党とその得票率

|                                         |                                     |                                     |                                     |                                     |                                     |
| 党名                                    | 得票                                | 得票率 (前回比)                     | 得票率 (前回比)                     | 議席数 (前回比)                     | 議席数 (前回比)                     |
| ドイツ社会民主党 (SPD)                  | 9,152,979票                         | 29.76%                              | +3.74%                              | 153議席                             | +22                                 |
| ドイツ国家人民党 (DNVP)                 | 4,381,563票                         | 14.25%                              | -6.24%                              | 73議席                              | -30                                 |
| 中央党 (Zentrum)                        | 3,712,152票                         | 12.07%                              | -1.53%                              | 61議席                              | -8                                  |
| ドイツ共産党 (KPD)                      | 3,264,793票                         | 10.62%                              | +1.68%                              | 54議席                              | +9                                  |
| ドイツ人民党 (DVP)                      | 2,679,703票                         | 8.71%                               | -1.36%                              | 45議席                              | -6                                  |
| ドイツ民主党 (DDP)                      | 1,479,374票                         | 4.81%                               | -1.53%                              | 25議席                              | -7                                  |
| ドイツ中産階級帝国党 ("WP")             | 1,387,602票                         | 4.51%                               | +2.22%                              | 23議席                              | +11                                 |
| バイエルン人民党 (BVP)                  | 945,644票                           | 3.07%                               | -0.67%                              | 17議席                              | -2                                  |
| 国家社会主義ドイツ労働者党 (NSDAP)      | 810,127票                           | 2.63%                               | -0.37%                              | 12議席                              | -2                                  |
| キリスト教国家農民及び農村住民党 (CNBL) | 571,891票                           | 1.86%                               | New                                 | 9議席                               | New                                 |
| 公民権及びデフレのための帝国党          | 483,181票                           | 1.57%                               | New                                 | 2議席                               | New                                 |
| ドイツ農民党 (DBP)                      | 481,254票                           | 1.56%                               | New                                 | 8議席                               | New                                 |
| 農村同盟                                | 199,548票                           | 0.65%                               | -1.00%                              | 3議席                               | -5                                  |
| ドイツ＝ハノーファー党 (DHP)            | 195,555票                           | 0.64%                               | -0.23%                              | 4議席                               | +/-0                                |
| ザクセン農民 (SLV)                      | 127,700票                           | 0.42%                               | New                                 | 2議席                               | New                                 |
| その他諸派                              | 880,181票                           | 2.86%                               |                                     | 0議席                               |                                     |
| 有効投票総数                            | 30,753,247票                        | 100.00%                             |                                     | 491議席                             | -2                                  |
| 無効票                                  | 412,542票                           |                                     |                                     |                                     |                                     |
| 投票有権者/全有権者数（投票率）         | 31,165,789人/41,224,678人（75.60%） | 31,165,789人/41,224,678人（75.60%） | 31,165,789人/41,224,678人（75.60%） | 31,165,789人/41,224,678人（75.60%） | 31,165,789人/41,224,678人（75.60%） |
| 出典：Gonschior.de                      |                                     |                                     |                                     |                                     |                                     |

## この選挙で初当選した著名な議員
- ヴァルター・ウルブリヒト（ドイツ共産党所属。後の東ドイツ国家評議会議長）
- ヨーゼフ・ゲッベルス（ナチ党所属。後の宣伝大臣）
- ヘルマン・ゲーリング（ナチ党所属。後のプロイセン州首相、四カ年計画責任者、空軍総司令官）
- ヴィルヘルム・ピーク（ドイツ共産党所属。後の東ドイツ大統領）